# Watch Them Die
Watch Them Die ist eine US-amerikanische Metalcore und Thrash-Metal-Band aus Oakland, Kalifornien, die im Jahr 2003 gegründet wurde.

## Geschichte
Die Band wurde Anfang 2000 gegründet. Im Jahr 2002 erreichte die Band einen Vertrag bei Century Media und bestand dabei aus Sänger Pat Vigil, den Gitarristen Jase Freakley und Greg Valencia, Schlagzeuger Ira Harris und Bassist Pat Mello. Daraufhin folgten Touren mit High on Fire und Impaled. Im Frühling 2004 spielte die Gruppe als Eröffnungsband für GWAR auf deren US-Tournee. Im Sommer folgte eine Tour zum selbstbetitelten Debütalbum durch die USA zusammen mit The Black Dahlia Murder, Cattle Decapitation und Goatwhore. Nachdem im Jahr 2005 die Arbeiten zum zweiten Album Bastard Son beendet waren, folgten im Juli und August Auftritte als Vorband für Soilent Green auf deren Tour durch die USA. Außerdem wurde ein Musikvideo von Kevin Leonard für das Titellied erstellt. Im Anschluss folgten Auftritte zusammen mit Exodus und 3 Inches of Blood.

## Stil
Die Band spielt eine aggressive Mischung aus Metalcore und Thrash Metal, wobei die Musik als eine Mischung aus Deceased... und Lamb of God beschrieben wird.

## Diskografie
- 2004: Watch Them Die (Album, Century Media)
- 2005: Bastard Son (Album, Century Media)